# 夹浦镇
夹浦镇是中华人民共和国浙江省湖州市長興縣下辖的一个镇。

## 行政区划
夹浦镇下辖以下村级行政区划单位：
夹浦社区、红旗村、长平村、环城村、陶家湾村、夹浦村、太平桥村、喜鹊村、父子岭村、香山村、丁新村、吴城村、月明村、北川村和西蒋村。

## 交通
- 新长铁路：夹浦站